# 헤수스 란다부루
헤수스 "추스" 란다부루 사구이요(스페인어: Jesús "Chus" Landáburu Sagüillo, 1955년 1월 24일, 카스티야 이 레온 주 과르도 ~)는 스페인의 전직 축구 선수로, 현역 시절 중앙 미드필더로 활약했다.

## 클럽 경력
란다부루는 팔렌시아 도 과르도 출신이다. 그는 불과 17세에 바야돌리드에서 프로 무대 신고식을 치러 세군다 디비시온 구단에서 큰 인상을 남겼고, 기술적 능력, 넓은 시야 세트 피스 능력 모두 특출했다.
란다부루는 1977-78 시즌에 마드리드 연고의 라요 바예카노 소속으로 라 리가 첫 경기를 치렀다. 그는 평범한 구단이 2년 연속으로 1부 리그 지위를 유지하는데 큰 공을 세웠고, 그 결과 그는 리그의 강호 바르셀로나로 이적했다.
란다부루는 1980-81 시즌에 코파 델 레이를 우승하면서 카탈루냐 연고 구단에서 첫 우승을 맛보았다. 준수한 2시즌을 보낸 그는 독일인 감독 우도 라테크의 취임으로 바르사에서의 마지막 시즌에 고전했다.
란다부루는 이후 아틀레티코 마드리드로 이적하여 6년동안 주전 선수로 활약했다.(매트리스 제작자들 일원으로 300경기 가까이 출전) 그러나, 1987-88 시즌에 논란의 헤수스 힐 회장과 사적인 문제로 33세에 은퇴했다. 현역 시절에 그는 물리학을 전공했다.

## 국가대표팀 경력
란다부루는 스페인 국가대표팀 경기에 딱 1번 출전했는데, 그는 비고에서 벌어진 네덜란드와의 1980년 1월 23일 친선경기에 후반 교체로 출전했는데, 이 경기에서 1-0 승리를 거두었다.

## 수상
바르셀로나
- 코파 델 레이: 1980-81

아틀레티코 마드리드
- 코파 델 레이: 1984-85
- 수페르코파 데 에스파냐: 1985
- 컵위너스컵 준우승: 1985-86[4]